# Kairo centralstation
Kairo centralstation (arabiska:  باب الحديد, Bab el hadid) är en egyptisk dramafilm från 1958 i regi av Youssef Chahine. Den var Chahines elfte film som regissör och hans första film som skådespelare. Filmen nominerades för Guldbjörnen vid Filmfestivalen i Berlin 1958.

## Handling
Filmen utspelar sig på centralstationen i Kairo där den lame Qinawi säljer tidningar. Han faller för saftförsäljaren Hanuma, som dock är förlovad med stationsarbetaren Abu Siri, som försöker organisera stationsarbetarna fackligt. När Qinawi friar till Hanuma och hon avvisar honom övergår hans oskyldiga fixering vid henne till farlig besatthet.

## Medverkande
| Farid Shawqi      | – Abu Siri   |
| Hind Rostom       | – Hanuma     |
| Youssef Chahine   | – Qinawi     |
| Hassan el Baroudi | – Madbouli   |
| Abdel Aziz Khalil | – Abu Gaber  |
| Naima Wasfi       | – Hallawatim |

## Mottagande
När filmen släpptes möttes den av starkt negativa reaktioner från den egyptiska biopubliken och försvann ur det allmänna medvetandet i två decennier innan den återupptäcktes och hyllades som ett mästerverk. På Rotten Tomatoes har filmen betyget 100%, baserat på 10 kritikerrecensioner med ett genomsnittligt betyg på 8,6 av 10.
Jonathan Rosenbaum beskrev filmen som "enligt uppgift (och förståeligt) Chahines mest populära film bland egyptierna, detta modiga och relativt tidiga (1958) mästerverk, innehåller också hans mest imponerande skådespelarinsats".
David Parkinson från Empire skrev om filmen att "den är ett mikrokosmiskt melodrama som använder en livlig symbol för framsteg för att analysera ett samhälle delat inte bara av sociala orättvisor, men också av kulturella och religiösa klyftor som breddas av yttre krafter."
Peter Bradshaw från The Guardian inledde sin recension av filmen med "Allt mänskligt liv är här: frasen är verkligen tillämplig på Chahines tragikomiska mästerverk från 1958." och skrev sedan att Kairo centralstation är en film som inte bör missas."

### Engelska originalcitat
1. ↑  "Reportedly (and understandably) Youssef Chahine's most popular film among Egyptians, this gritty and relatively early (1958) black-and-white masterpiece also features his most impressive acting turn"
2. ↑  "It's a microcosmic melodrama that uses a bustling symbol of progress to analyse a state divided not just by social injustice, but also by cultural and religious chasms that are widened by external forces."
3. ↑  "All human life is here: the phrase really does apply to Chahine's tragicomic masterpiece from 1958."